# Ruud Hendriks
Ruud Hendriks (Amsterdam, 8 april 1959) is een Nederlands media-ondernemer en innovator. Hij wordt beschouwd als een van de grondleggers van de commerciële radio en televisie in Nederland. Hij was medeoprichter van RTL Nederland, de eerste programmadirecteur van RTL 4 en speelde een sleutelrol bij de lancering van Sky Radio en Radio 10.

## Carrière
Ruud Hendriks’ interesse in radio werd in eerste instantie gewekt toen hij in 1975 toevallig getuige was van het binnenslepen van het voormalige zendschip van Radio Veronica in de haven van Amsterdam. Hendriks werkte voor diverse landpiraten en in de jaren 1978 en 1979 voor de zeezenders Radio Mi Amigo en Radio Caroline.
Na het behalen van zijn havo-diploma bezocht hij de School voor Journalistiek in Utrecht wat hem geen diploma maar wel een baan als redacteur bij NOS Studio Sport opleverde. Hendriks werkte vervolgens ruim 8 jaar achter de schermen bij de NOS. Hij presenteerde in 1988 o.a de nachtuitzendingen van de Olympische Spelen van Seoel.
In 1980 werd Hendriks door Rob Out aangenomen als verslaggever bij de publieke omroep Veronica en maakte dat jaar zijn televisiedebuut bij het actualiteiten-programma Info. In 1981 initieerde hij het eerste non-stop nieuwsprogramma op de Nederlandse radio: Veronica Nieuwsradio.
In 1984 haalde Jaap van Meekren Hendriks als verslaggever en presentator naar de AVRO. Hij presenteerde daar samen met Van Meekren AVRO's Televizier-Magazine. Jaap van Meekren nam Hendriks onder zijn hoede en leerde hem de fijne kneepjes van de radio- en televisiejournalistiek. Toen Van Meekren de AVRO in 1984 verliet ging Hendriks terug naar Veronica en zette daar de modern vormgegeven actualiteitenrubriek Nieuwslijn op. Van Meekren was een van de presentatoren.
In 1988 schreef Hendriks samen met Patrick Cox (UK) een businessplan voor een commercieel tv-station dat vanuit Luxemburg de Nederlandse kabelnetten wilde bereiken. Dit TVN-project kwam nooit van de grond maar vormde de basis voor het latere RTL-Veronique, de oorspronkelijke naam van RTL 4. Ruud Hendriks was een van de grondleggers van RTL in Nederland en de eerste programmadirecteur van het bedrijf. Na de start van RTL 5 verliet hij RTL.
In 1992 werd Hendriks benoemd tot directeur van NBC Superchannel. Vanuit Londen bouwde hij de voormalige amusementszender om tot een pan-Europese zender voor de zakenwereld met veel financiële programma’s van CNBC.
Op verzoek van Joop van den Ende en John de Mol werd hij eind 1993 lid van de Raad van Bestuur van Endemol. Hij was verantwoordelijk voor de buitenlandse expansie van het concern en nieuwe media. Twee jaar later stond Hendriks aan de wieg van het spraakmakende Sport 7 waarvan Endemol aandeelhouder was. Hij leidde het station tot de eerste uitzending in augustus 1996 en ging toen terug naar Endemol. Sport 7 staakte haar uitzendingen na vier maanden nadat cruciale voetbalrechten niet mochten worden gebruikt. Bovendien had de zender er veel te veel voor betaald. Het was de eerste grote mislukking in Hendriks’ carrière, die tot dan toe zeer voorspoedig was verlopen. De groei van Endemol werd er nauwelijks door geremd. Hendriks startte een succesvolle divisie voor de aan- en verkoop van televisieseries en films. In 2001 verliet hij het bedrijf nadat het een jaar eerder was verkocht aan het Spaanse Telefonica. Het had hem 70 miljoen gulden opgeleverd.
Hij accepteerde vervolgens diverse bestuursfuncties en commissariaten maar bleef ook actief als ondernemer. In 2002 kocht Hendriks Radio Nationaal, een zender die voornamelijk Nederlandstalige muziek uitzond. Radio Nationaal slaagde er niet in een etherfrequentie te krijgen en staakte haar uitzendingen in 2003. In 2005 startte Hendriks samen met Lex Harding en Marcel Dijkhuizen de investeringsmaatschappij 2HMedia. Dat bedrijf is eigenaar van de jongerenzenders Slam!FM en SLAM!TV. In januari 2007 verschenen er berichten in de pers over grote meningsverschillen tussen de aandeelhouders van 2HMedia.
Eind april 2007 kondigden Hendriks, Frits Barend, Pieter Storms en Derk Sauer aan op 2 oktober een nieuw televisiestation te beginnen: Het Gesprek. Hierop zouden uitsluitend gesprekken, interviews en debatten worden uitgezonden. Uit persberichten van 30 augustus 2007 is gebleken dat Pieter Storms zich uit het project heeft teruggetrokken. Hendriks verkocht zijn belang in december 2009 aan investeringsmaatschappij Lux Media. Het Gesprek stopte de uitzendingen in september 2010.
Ruud Hendriks presenteerde in 2009 bij Radio Decibel en het Antilliaanse radiostation MegaFM  het programma Nightz of Dance. Hierin waren onder andere dj-sets te horen van deejays uit het dance-, house- en minimalcircuit. Hij schreef dat jaar ook de concept-mediaparagraaf voor het verkiezingsprogramma van D66.
Sinds oktober 2011 is hij te horen bij BNR Nieuwsradio waar hij jarenlang Zakendoen met Ruud Hendriks en BNR Mediazaken presenteerde.
Hendriks is mede-oprichter van Startupbootcamp Amsterdam, een accelerator die in ruil voor 8% van hun aandelen internationaal startende tech en online ondernemers voorziet van geld, woon- en kantoorruimte alsmede toegang tot 120 mentoren. In oktober 2019 maakte hij bekend met Startupbootcamp een beursnotering aan de Nxchange te gaan realiseren. Hendriks spreekt regelmatig op congressen over innovatie, ondernemen en media.

## Prijzen
- Samen met Ton F. van Dijk won Hendriks in 1988 de Spaanse Premio Ondas voor beste documentaire, voor “Dealers in Death” over de internationale wapenhandel.
- In 1990 werd Hendriks door het blad Broadcast Magazine uitgeroepen tot Media talent van het jaar.

## Trivia
- Hendriks liep zijn eerste journalistieke stage bij Het Parool. Tegenwoordig is hij bestuurslid van de Stichting Het Nieuwe Parool die een deel van de aandelen van de krant bezit.
- Hendriks gebruikte de schuilnaam Rob Hudson als diskjockey bij diverse piratenzenders.